# Kabange Mupopo
Kabange Mupopo (Lusaka, 21 settembre 1992) è una velocista e calciatrice zambiana, detentrice di numerosi record nazionali nell'atletica leggera.

## Carriera
Mupopo ha mosso i primi passi nello sport, all'età di 11 anni, appassionandosi al calcio. Ha giocato con il club Green Buffaloes F.C. e con la Nazionale femminile. Nel 2014 ha guidato come capitano la squadra durante i campionati africani femminili svoltisi in Namibia.

Dal 2014 si cimenta nell'atletica leggera disputando la prima competizione nei 400 metri piani, portandola ad allontanarsi dal mondo calcistico. Ha riscosso notevoli successi nel continente africano e progressivamente migliorato le proprie prestazioni mondiali, arrivando a guadagnarsi un posto ai Giochi olimpici di Rio de Janeiro 2016.

Nel 2017, Mupopo, conquista la finale dei Mondiali di Londra. In seguito alla competizione è risultata positiva al doping e squalificata per 4 anni.

## Record nazionali
- 100 metri piani: 11"57 (+1.6 m/s) ( Weinheim, 29 maggio 2016)
- 200 metri piani: 23"03 (+2.0 m/s) ( Lusaka, 8 aprile 2017)
- 400 metri piani: 50"22 ( Brazzaville, 15 settembre 2015)
- 400 metri piani (indoor): 52"68 ( Portland, 18 marzo 2016)
- Staffetta 4x100 metri: 44"97 ( Brazzaville, 15 settembre 2015)(Kabange Mupopo, Rhoda Njobvu, Yvonne Nalishuwa, Lumeka Katundu)

## Palmarès
| Anno | Manifestazione          | Sede           | Evento      | Risultato  | Prestazione | Note             |
| ---- | ----------------------- | -------------- | ----------- | ---------- | ----------- | ---------------- |
| 2014 | Giochi del Commonwealth | Glasgow        | 400 m piani | Semifinale | 53"09       |                  |
| 2014 | Campionati africani     | Marrakech      | 400 m piani | Argento    | 51"21       | Record nazionale |
| 2015 | Mondiali                | Pechino        | 400 m piani | Semifinale | 51"93       |                  |
| 2015 | Giochi panafricani      | Brazzaville    | 400 m piani | Oro        | 50"22       | Record nazionale |
| 2015 | Giochi panafricani      | Brazzaville    | 4×100 m     | 5ª         | 44"97       | Record nazionale |
| 2016 | Mondiali indoor         | Portland       | 400 m piani | Semifinale | 52"68       | Record nazionale |
| 2016 | Campionati africani     | Durban         | 400 m piani | Oro        | 51"56       |                  |
| 2016 | Giochi olimpici         | Rio de Janeiro | 400 m piani | Semifinale | 52"04       |                  |
| 2017 | Mondiali                | Londra         | 400 m piani | dq         | dq          | [ 4 ]            |